# Château-Rocher
Château-Rocher, encore appelé château fort de Blot-le-Rocher, est un château fort médiéval en ruines situé à Saint-Rémy-de-Blot, en France.

## Localisation
Le château est situé sur la commune de Saint-Rémy-de-Blot à 438 m d'altitude, sur une falaise de 150 m qui surplombe la Sioule, dans le département du Puy-de-Dôme, en région Auvergne-Rhône-Alpes.

## Historique
Son objectif était la surveillance de la vallée de la Sioule et du pont de Menat, important lieu de passage. Une motte castrale fut édifiée sur le site dès le IXe siècle. La première forteresse a été construite à la fin du XIe siècle. L'édification et l'agrandissement du château se sont poursuivis entre le XIIIe siècle, après la conquête de l'Auvergne par Philippe Auguste sur Guy II d'Auvergne, et le XVe siècle.
La terre de Blot a été donnée en apanage par Archambaud IV à son fils Pierre de Bourbon, dit Pierre de Blot, qui vivait en 1169. Un autre Pierre de Blot lui succéda en 1218. Il créa la branche de Blot. Cette branche se fondra, entre 1300 et 1350, dans la famille de Chauvigny par le mariage de Catherine de Blot, unique héritière de Gauvain de Blot, et Guillemin de Chauvigny. En 1328, Jean de Chauvigny de Blot réclamait, avec les autres nobles du Bourbonnais contre le clergé.
Pendant la guerre de Cent Ans, Château-Rocher est à la limite des possessions anglaises. En 1365, Bertucat d'Albret, routier à la solde d'Édouard III, prit la forteresse et la pilla. La veuve de Jean de Chauvigny de Blot, Marguerite de Saligny, demande de l'aide au duc de Berry pour reprendre le château. À la fin du XVe siècle, Château-Rocher fait encore l'objet de travaux d'amélioration. Mais, dès le XVIe siècle, Pierre de Chauvigny de Blot, fait construire un château plus facile d'accès près de Blot-l'Église. Le château semble avoir perdu son importance stratégique à cette époque et il est progressivement abandonné. Les Chauvigny de Blot resteront seigneurs de la terre de Blot jusqu'à la deuxième moitié du XVIIIe siècle, date à laquelle Gilbert de Chauvigny de Blot, lieutenant général des armées du roi, grand croix de l'ordre royal et militaire de Saint-Louis et commandant en Dauphiné, vend ses terres de Blot-le-Rocher et Blot-l'Église à son neveu Hugues de Champs.
Marie Adélaïde Delpoux de Nafines, veuve d'Antoine de Champs de Blot et dernière propriétaire du château, obtient son classement  au titre des monuments historiques par arrêté du 20 janvier 1913.

## Description
L'accès à Château-Rocher s'effectuait en trois temps. Tout d'abord, il fallait franchir la première porte se trouvant dans la basse-cour puis, de là monter au château et pénétrer via un pont mobile reposant sur une pile pour permettre le franchissant du fossé et une porte percée dans l'enceinte extérieure. Enfin, il fallait franchir la barbacane d'entrée afin d'arriver à la porte principale et son pont-levis. Trois autres tours complétaient ce dispositif.
Aujourd'hui, le château est en ruines, mais depuis 1964, l'Association Château-Rocher a entrepris des travaux de consolidation. L'accès au site est gratuit toute l'année. En juillet et août, l'Association Château-Rocher propose des visites guidées le mardi et le vendredi ainsi que des visites aux flambeaux.
Sur le site a été mis au jours des tuyaux en terre cuite qui servait probablement à alimenter une citerne.

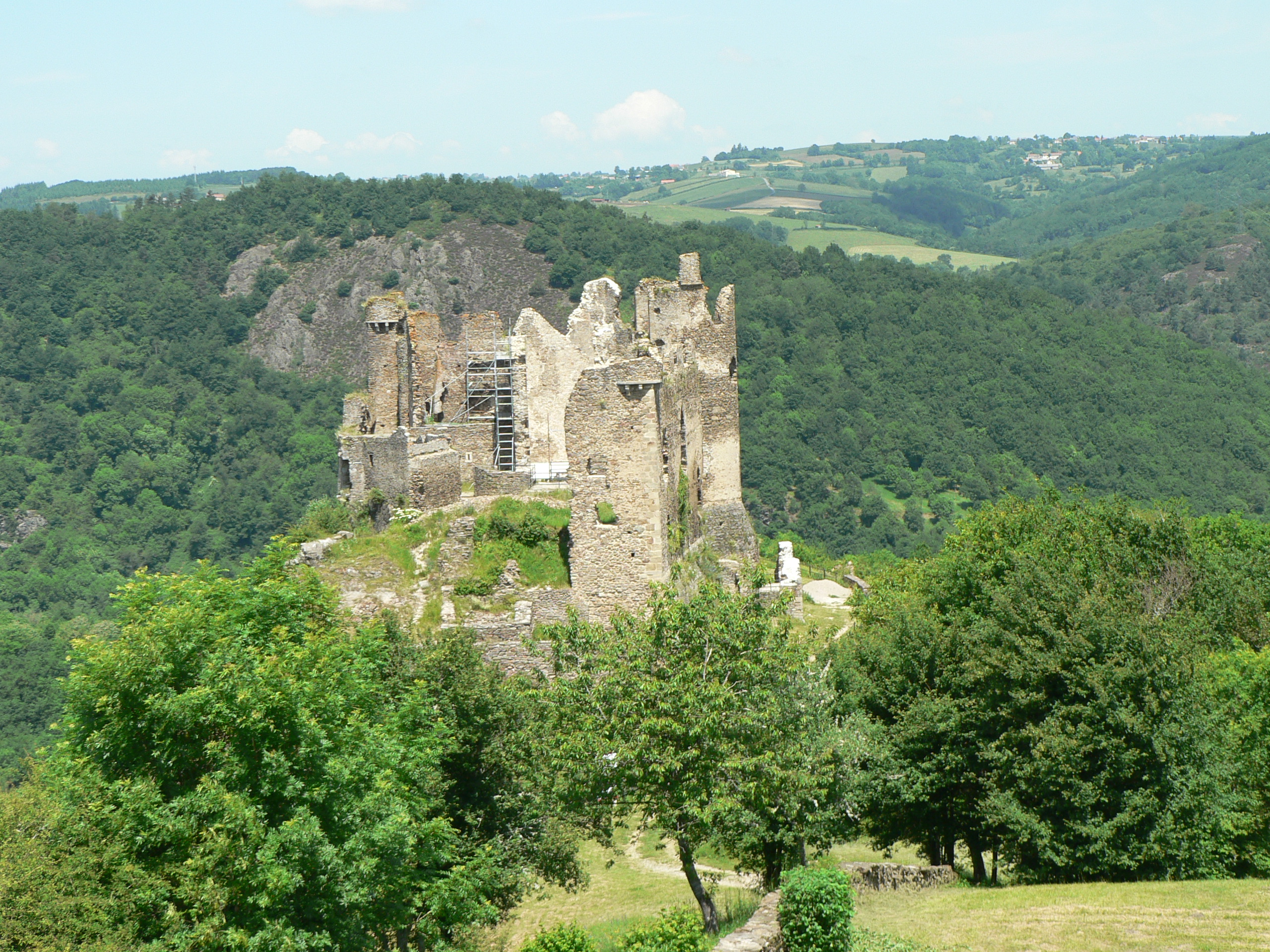
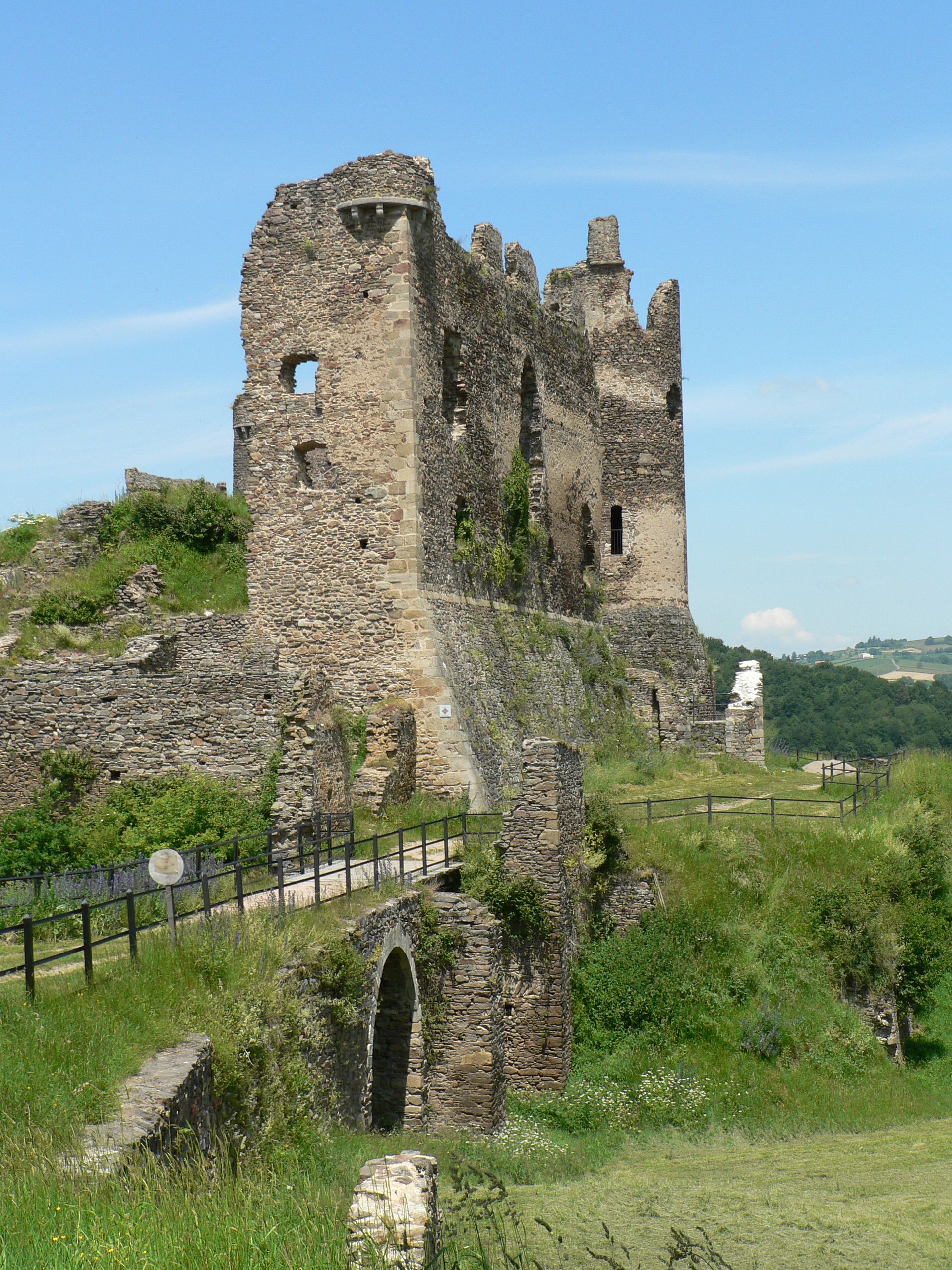
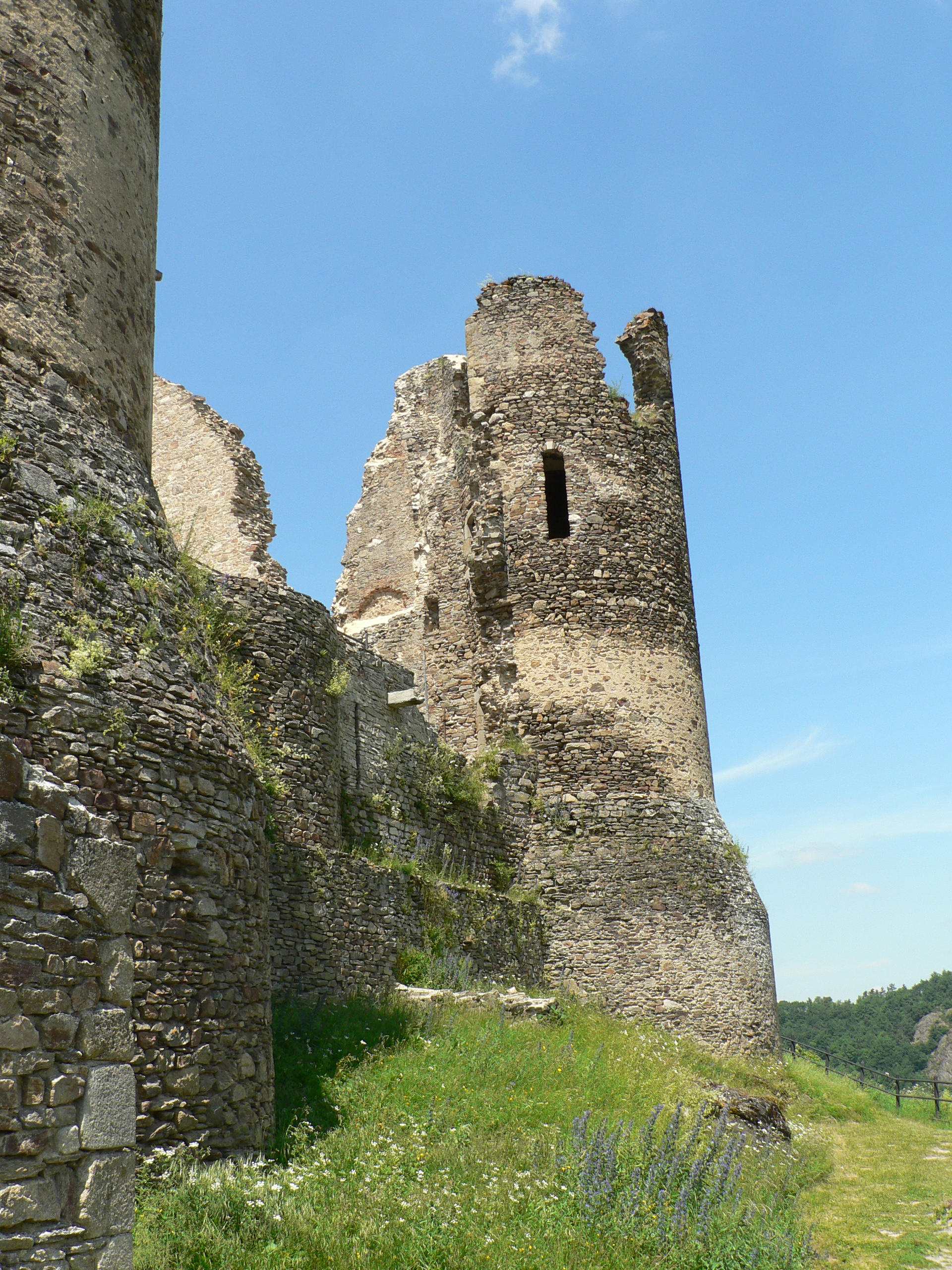
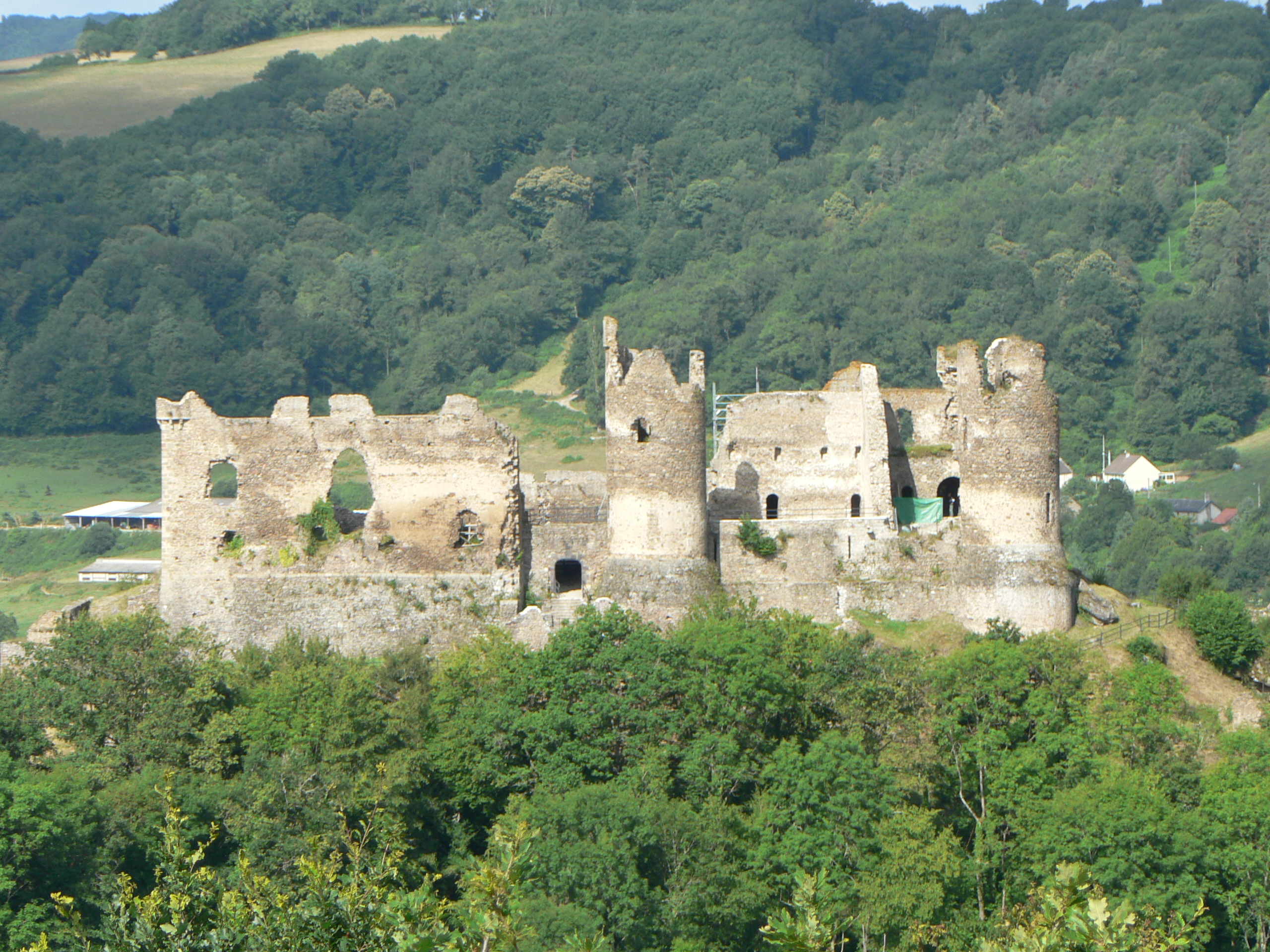
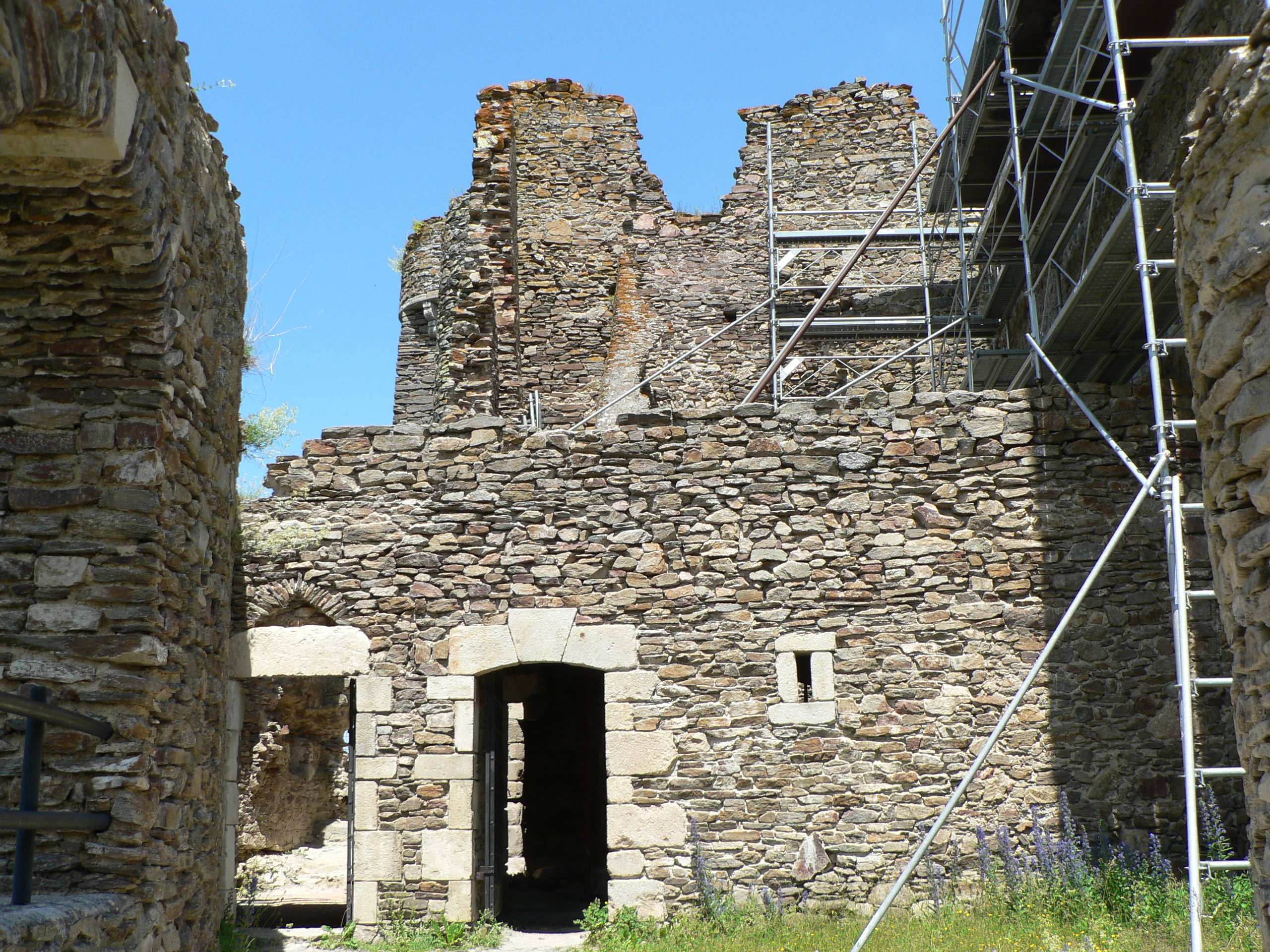
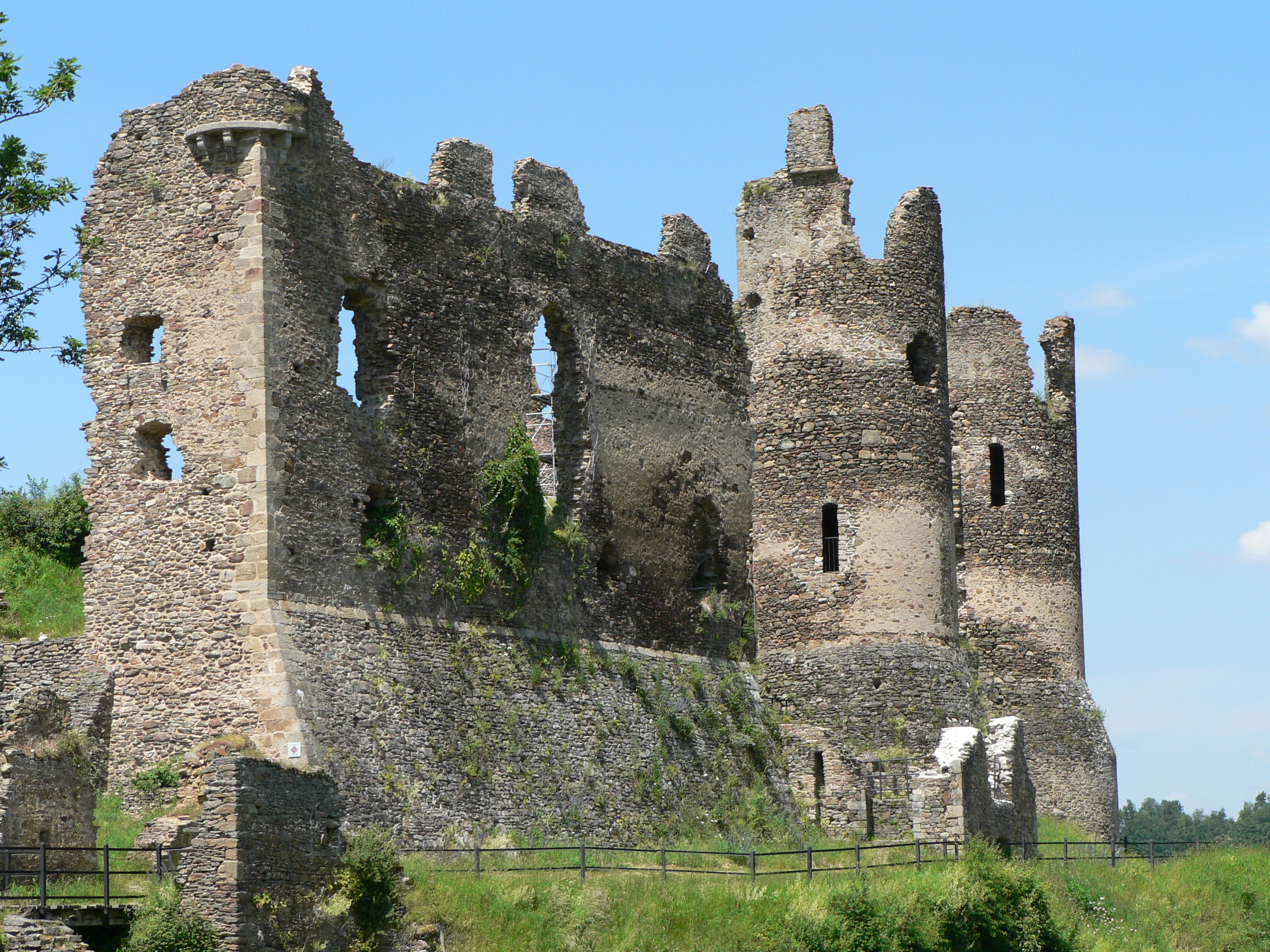
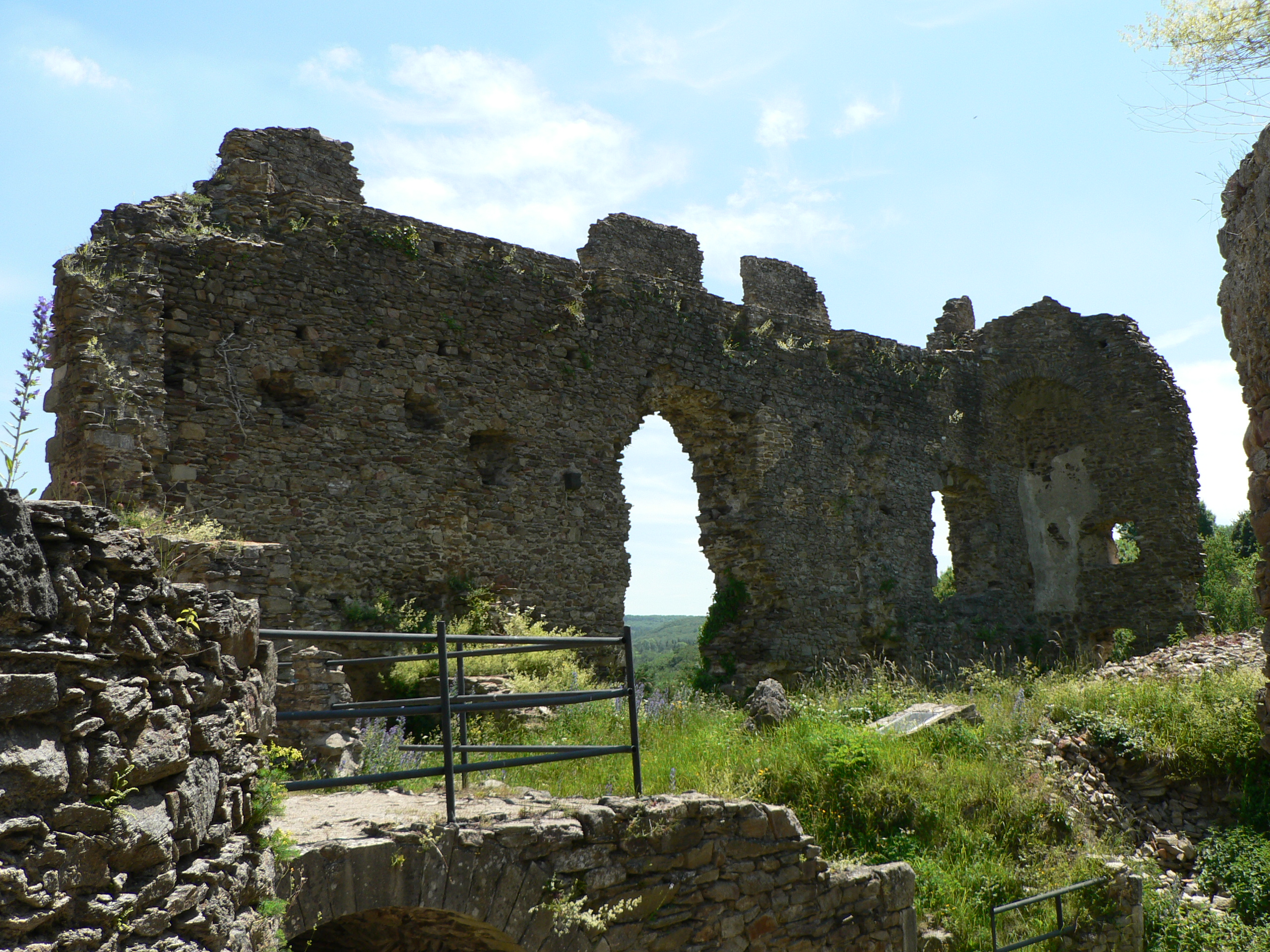
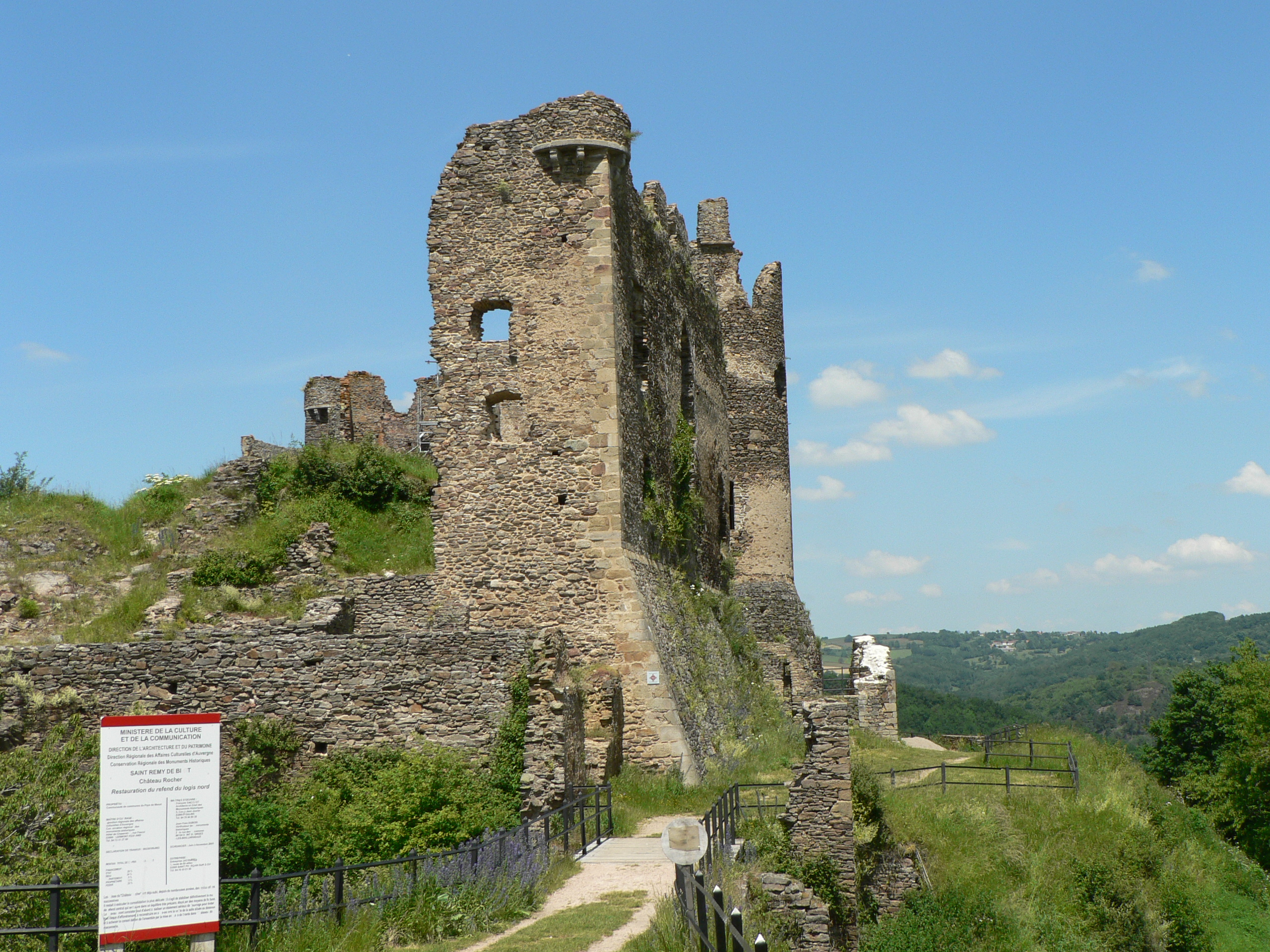
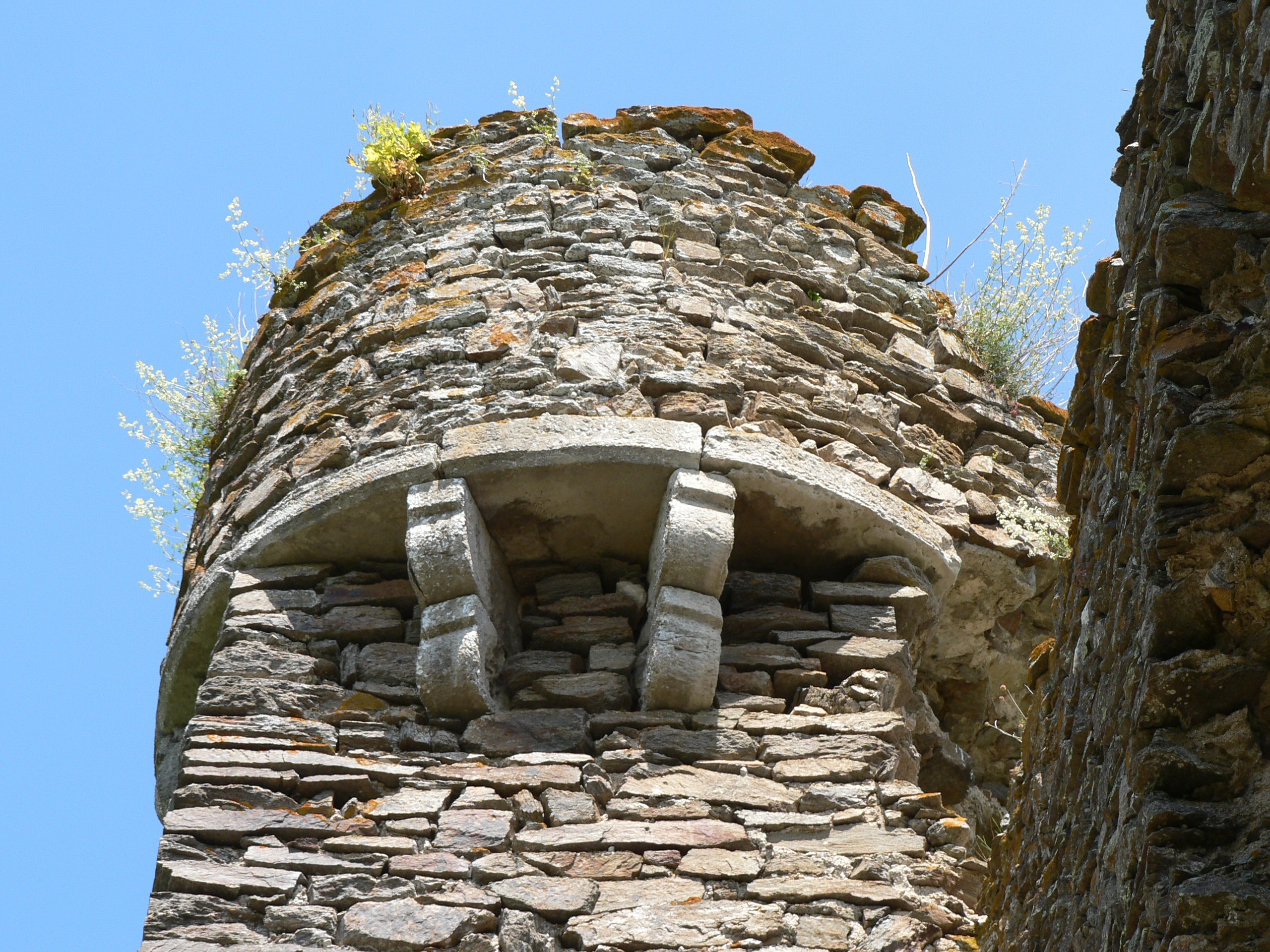
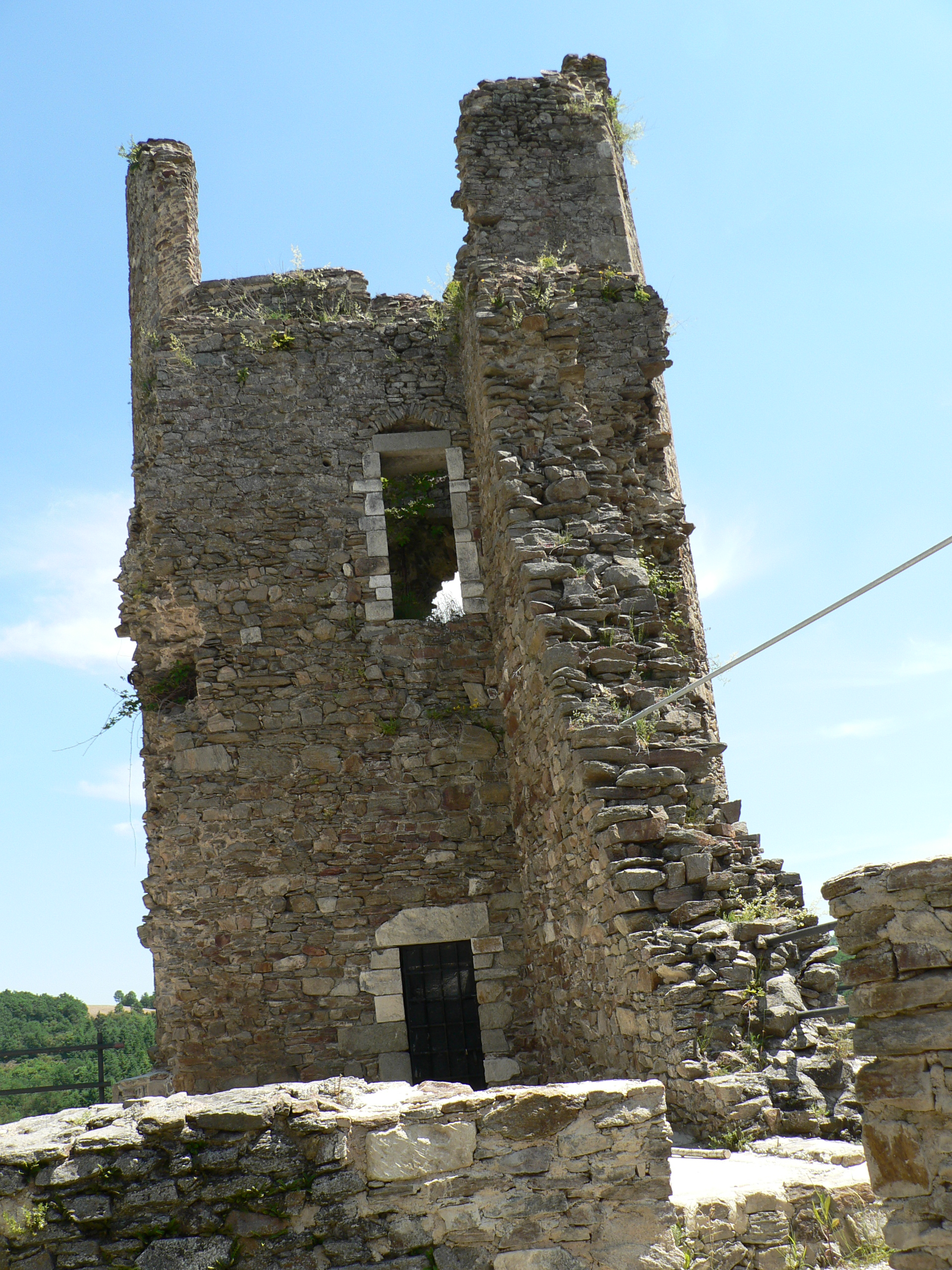